# Spirobolus miniapitus
Spirobolus miniapitus är en mångfotingart som beskrevs av Karsch 1881. Spirobolus miniapitus ingår i släktet Spirobolus och familjen Spirobolidae. Inga underarter finns listade i Catalogue of Life.